# Colostethus brachistriatus
Espèce
Statut de conservation UICN

 DD  : Données insuffisantes
Colostethus brachistriatus est une espèce d'amphibiens de la famille des Dendrobatidae.

## Répartition
Cette espèce est endémique du département de Valle del Cauca en Colombie. Elle se rencontre à Ginebra vers 1 500 m d'altitude sur le versant Ouest de la cordillère Centrale.

## Description
La femelle holotype mesure 22,3 mm.

## Publication originale
- Rivero & Serna, 1986 : Dos nuevas especies de Colostethus (Amphibia, Dendrobatidae) de Colombia. Caldasia, vol. 15, no 71/75, p. 525-531 (texte intégral).